# Benito Fernández (diseñador)
Benito Fernández (Buenos Aires, 27 de mayo de 1960) es un diseñador, modisto y empresario argentino.

## Biografía
Hijo de Marta Beatriz Sosa y Camilo Alberto Fernández. Tiene una hermana fallecida (falleció a los tres días de nacer) y un hermano más. Su padre se suicidó. Su tío político y abogado llevaba el mismo nombre Benito Fernández. 
Contrajo matrimonio con Victoria Durand Cordero, fueron padres de Marina y Lucas Fernández Durand. Posteriormente declaró ser homosexual.
En 2019 presentó una colección de alta costura.
Entre las personalidades de la moda que vistió se destacan: Máxima de los Países Bajos, Valeria Mazza y Dolores Barreiro.
Ha participado de varios programas como Corte y Confección, ha sido invitado a PH, La Jaula de la moda y Estelita en casa.
En 2022 participó en Concierto con los refugiados para Telefe y ACNUR